# Miltvuurlek in Sverdlovsk

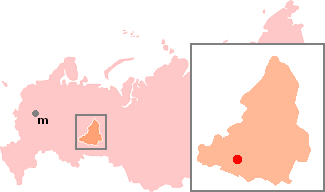
Locatie van Sverdlovsk (Jekaterinenburg) binnen Rusland

Op 2 april 1979 lekten per ongeluk sporen van miltvuur (antrax) uit de militaire installatie Sverdlovsk-19 in de Russische Oeralstad Sverdlovsk (nu Jekaterinenburg) op 1667 kilometer ten oosten van Moskou. Hierbij werden 94 mensen besmet, waarvan 64 stierven; de eerste na 4 uur, de laatste na zes weken. Dit sterftecijfer van 67% zorgde ervoor dat het gemiddelde jaarlijkse sterftecijfer van de Sovjet-Unie voor miltvuurinfecties verdrievoudigde. Deze gebeurtenis wordt ook wel omschreven als het Sverdlovsk-incident.
De oorzaak van de uitbraak werd tot het uiteenvallen van de Sovjet-Unie verzwegen. De Sovjetleiders weten de sterfgevallen aan blootstelling van de darmen aan bedorven vlees, dat zou zijn gegeten in het gebied. Slagers uit het gebied werden beschuldigd dit bedorven vlees, dat afkomstig zou zijn van een besmette koe, illegaal te hebben verkocht, hetgeen de onderhuidse infecties zou verklaren. Alle medische verslagen van de slachtoffers waren verwijderd om de symptomen die wezen op de blootstelling van de ademhalingsorganen aan miltvuur te verbergen, om zo het naar buiten komen van grote schendingen van het Verdrag inzake biologische wapens te voorkomen en de ontoereikendheden van het Sovjetgezondheidssysteem te verbergen.

## Onderzoek
In de jaren 80 was er een hevige internationale discussie over of de uitbraak te wijten was aan een natuurlijke of een onbedoelde blootstelling. Bij een onbedoelde blootstelling zou namelijk mogelijk het Verdrag inzake biologische wapens uit 1972 zijn geschonden. Een aantal kleinere Russische onderzoeken in de jaren na het uiteenvallen van de Sovjet-Unie deed de discussie in de nieuwsbladen opnieuw oplaaien.
In 1992 verklaarde president Boris Jeltsin dat de oorzaak van het lek lag in activiteiten in het militaire complex. In hetzelfde jaar kreeg een team van westerse inspecteurs onder leiding van de Amerikaanse professor Matthew Meselson van de Harvard-universiteit toegang tot het gebied, maar niet tot het militaire complex. Het team kwam tot de conclusie dat alle slachtoffers benedenwinds van de plaats woonden waar de sporen via aerosolen waren verspreid. Ook onder het vee in dit gebied waren veel sterfgevallen. De overgelopen Sovjet-Russische onderzoeker Kanatjan Alibekov verklaarde dat de oorzaak van het incident lag in een filter dat niet tijdig vervangen zou zijn. Toen het probleem werd opgemerkt en het filter werd verwisseld had al uitstoot plaatsgevonden. Volgens Alibekov zou, als de wind op die dag in de richting van de stad had geblazen, het pathogeen zich mogelijk over honderdduizenden mensen hebben verspreid.  Jeanne Guillemin, die deelnam aan de westerse inspectie van het gebied, beschreef de gebeurtenissen in 1999 in haar boek Anthrax: The Investigation of a Deadly Outbreak.
Westerse onderzoekers zijn nooit toegelaten tot het militaire complex. Het huidige Russische Ministerie van Defensie ontkent dat er miltvuur werd geproduceerd in de installatie.

## Fictie
De Amerikaanse schrijver Robin Cook gebruikte het verhaal voor de plot in zijn boek Vector uit 1999. In deze roman werkt de Russische immigrant Yuri Davydov samen met een neo-nazistische groep om een miltvuuraanval te plegen op New York. Yuri zou geleerd hebben  miltvuur te vervaardigen tijdens zijn werk in de Biopreparat-instelling van Sverdlovsk. Volgens het verhaal was hij tijdens het lek aanwezig op het terrein en behoorde zijn moeder tot de slachtoffers.